# Erebia etruriae
Erebia etruriae är en fjärilsart som beskrevs av Ruggero Verity 1919. Erebia etruriae ingår i släktet Erebia och familjen praktfjärilar. Inga underarter finns listade i Catalogue of Life.